# 哈特福德鎮區 (密蘇里州派克縣)
哈特福德鎮區（英語：Hartford Township）是位於美國密蘇里州派克縣的一個行政鎮區。

## 地方資料
哈特福德鎮區的面積為188.31平方千米，當中陸地面積為187.02平方千米，而水域面積為1.29平方千米。根據2020年美國人口普查的數據，當地共有人口501人，而人口密度為每平方千米2.66人。